# Куров, Аскольд Олегович
Аско́льд Оле́гович Ку́ров (род. 22 марта 1974) — российский режиссёр-документалист.

## Биография
Родился 22 марта 1974 года в Узбекской ССР. В 1991 году переехал в Россию. Изучал филологию, театр, теологию. Выпускник Мастерской документального кино Марины Разбежкиной (2010).
В 2013 году фильм «Зима, уходи!», снятый Куровым и ещё несколькими режиссёрами из мастерской Разбежкиной, и посвящённый российским протестным акциям декабря 2011 — марта 2012 года, получил ряд международных наград и номинировался на «Нику» и «Золотой орёл» как лучший неигровой фильм. В декабре того же году на XIX Международном фестивале фильмов о правах человека «Сталкер» Куров представил картину «Ленинленд», которую создал самостоятельно как режиссёр и автор сценария. «Ленинленд», рассказывающий о подмосковном музее «Горки Ленинские» и его работниках, посвящён, по словам Курова, проблеме консервации советского мира в современной России. В сентябре 2014 года «Ленинленд» участвовал в программе XXIV Международного кинофестиваля «Послание к Человеку» (причём один из фестивальных показов состоялся на территории следственного изолятора № 1, более известного как «Кресты»), по итогам которого Куров получил приз «Кентавр» за лучший дебют.
Большой резонанс вызвал фильм «Дети 404» (2014), поставленный Аскольдом Куровым совместно с Павлом Лопарёвым. Картина посвящена российским подросткам — представителям ЛГБТ — и одноимённой группе поддержки в Интернете. Российская премьера фильма состоялась 23 апреля 2014 года в Москве, международная — прошла в Торонто. В июне фильм «Дети 404» стал одним из заметных событий Международного кинофестиваля «Зеркало» имени Андрея Тарковского, вызвав бурные дискуссии. Фестивальные показы фильма также были организованы во Владивостоке, Будапеште, Гамбурге. По свидетельству Курова, «на международных кинофестивалях фильм проходит успешно», режиссёр также отметил, что в Канаде «Дети 404» были включены в специальную программу документального кино для школьников. В России же премьеру картины пытались пресечь так называемые «православные активисты», а к её создателем проявила интерес прокуратура. Препятствием для публичной демонстрации «Детей 404» в России также является отсутствие у фильма прокатного удостоверения, тем не менее, это требование законодательства было обойдено на фестивале «Делай фильм», прошедшем в Москве в конце октября: зрители смотрели картину на арендованных или принесённых с собой ноутбуках (в последнем случае гостям смотра выдавались USB-флеш-накопители с фильмом).
В 2014 году Аскольд Куров вместе с Андреем Литвиненко начал снимать фильм «Освободить Олега Сенцова!» об украинском режиссёре заключённом в российской тюрьме. Фильм вышел в 2017 году под названием Процесс: Российское государство против Олега Сенцова.
В 2019 году вышел фильм «Новая» о работе независимой «Новой газеты». Позднее, совместно с Дэвидом Франсом, принял участие в съёмках фильма «Добро пожаловать в Чечню» о работе российских ЛГБТ-активистов, спасающих чеченских геев и лесбиянок и преследовании сексуальных меньшинств в Чечне. В 2024 году вышел фильм «О караване и собаках» о том как российские власти перед вторжением на Украину и в первые её недели уничтожали правозащитные организации и независимую прессу в России.

## Фильмография
- 2010 — Чилля
- 2010 — 25 сентября
- 2012 — Зима, уходи! (в составе режиссёрской группы)
- 2013 — Ленинленд
- 2014 — Дети 404 (совместно с Павлом Лопарёвым)
- 2017 — Процесс: Российское государство против Олега Сенцова
- 2019 — Новая
- 2020 — Добро пожаловать в Чечню (оператор, продюсер)
- 2024 — О караване и собаках